# 周银校
周银校（1946年10月—），男，汉族，浙江杭州人，中华人民共和国政治人物，曾任抚顺市人民政府市长，中共抚顺市委书记，辽宁省人民政府副秘书长，第九届全国人大代表。

## 生平
1964年参加工作，1973年加入中国共产党。1964年至1968年，在解放军炮兵工程学院学习。1968年至1982年，任抚顺市四七四厂技术员、车间副主任，1982年任四七四厂副总工程师。1983年任四七四厂厂长。1988年，任抚顺市城镇集体经济办公室主任、党组书记。
1990年，任抚顺市计委副主任（正局级）。1991年，任抚顺市计委主任、党组书记。1993年4月，任抚顺市人民政府市长助理，市计委主任、党组书记。1994年1月，任中共抚顺市委常委，市总工会主席、党组书记。1994年11月，任中共抚顺市委常委、副市长。
1997年11月，任中共抚顺市委副书记，市人民政府副市长、代市长。1998年1月，任中共抚顺市委副书记，市人民政府市长。2000年11月，任中共抚顺市委书记。2004年3月，任辽宁省人民政府副秘书长。
2005年11月，因涉嫌受贿被逮捕。2006年11月，辽宁省高级人民法院终审判决周银校有期徒刑14年，并处没收财产20万元。